# Stomphastis crotonis
Stomphastis crotonis là một loài bướm đêm thuộc họ Gracillariidae. Nó được tìm thấy ở Nam Phi và Namibia.
Ấu trùng ăn Croton menyharthii. Chúng ăn lá nơi chúng làm tổ.